# Matia Bazar

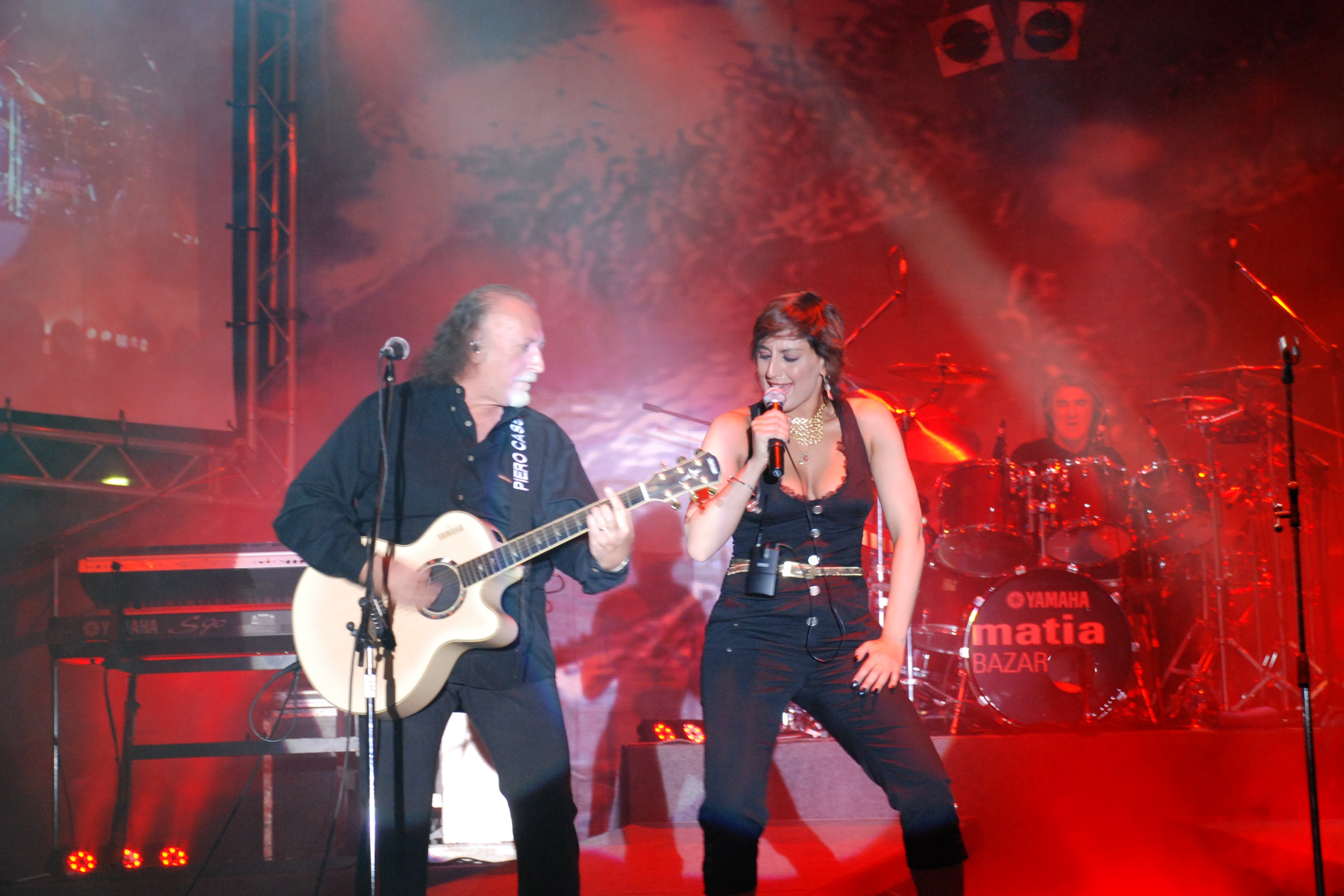
Matia Bazar em 2007.

Matia Bazar é um  grupo musical italiano formado em Gênova em 1975.
Os membros originais do grupo são Piero Cassano, Aldo Stellita and  Carlo Marrale. Antonella Ruggiero foi a primeira cantora do grupo. Matia Bazar representou a Itália no Festival Eurovisão da Canção 1979 com a canção chamada "Raggio di luna".
"Ti Sento" é o maior hit do grupo e foi número 1 na Bélgica e Itália.

## Grupo

### Vocais
- Antonella Ruggiero -  1975 - 1989
- Laura Valente -  1990 - 1998
- Silvia Mezzanotte - 1999 - 2004 - 2010-
- Roberta Faccani - 2005 - 2010

### Instrumentos
- Piero Cassano -  1975 - 1981, desde 1999
- Giancarlo Golzi - desde 1975
- Aldo Stellita- 1975 -1998
- Carlo Marrale - 1975 - 1994
- Mauro Sabbione- 1981 - 1984
- Sergio Cossu - 1984 - 1998
- Fabio Perversi - desde 1999

## Discografia
- Matia Bazar 1 - 1976
- Gran Bazar - 1977
- L'oro dei Matia Bazar - 1977
- Semplicita' - 1978
- Tournee - 1979
- Il tempo del sole - 1980
- ..Berlino... Parigi... Londra - 1981
- Tango - 1983
- Aristocratica -1984
- Melanchólia - 1985
- Meló - 1987
- Matia Bazar - Best - 1988
- Red corner - 1989
- Anime pigre - 1991
- Tutto il meglio dei Matia Bazar - 1991
- Gold - 1992
- Dove le Canzoni si avverano - 1993
- Radiomatia - 1995
- Benvenuti a Sausalito - 1997
- Brivido caldo - 2000
- Dolce canto – 2001
- Messaggi dal vivo – 2002
- Profili svelati - 2005